# آنامادووا
آنامادووا (به لاتین: Anamaduwa) یک منطقهٔ مسکونی در سری‌لانکا است که در ناحیه پوتالام واقع شده‌است. آنامادووا ۳۸٬۲۸۶ نفر جمعیت دارد.